# Голотов, Сергей Иванович
Сергей Иванович Голотов (25 июня 1961, Белгород, Белгородская область — 31 марта 2025, Черкассы, Украина) — советский волейболист, украинский волейбольный тренер. Связующий. Мастер спорта СССР по волейболу. Заслуженный тренер Украины (2001). Самый титулованный тренер в женском волейболе Украины.

## Биография
Карьера игрока: 1978—1982 — «Технолог» (Белгород), 1982 — «Искра» (Одинцово), 1982—1983 — СКА (Ростов-на-Дону), 1982—1992 — «Азот» (Черкассы), 1992—1994 — «Хожув» (Польша).
Карьера тренера: 1992 — «Азот» (Черкассы), играющий главный тренер; 1996—2011 — «Химволокно-Спорттех» / «Химволокно-Тривертон» / «Химволокно-Круг» / «Динамо-Круг» / «Круг» (Черкассы), главный тренер; 2012—2016 — «Химик» (Южный), главный тренер; 2016, 2017—2018, с 2020 — «Енисей» (Красноярск), главный тренер.
Начал заниматься волейболом в Белгороде у Юрия Венгеровского. Уже в 10-м классе школы привлекался в белгородский «Технолог», за который впоследствии отыграл пять лет. По окончании Белгородского технологического института оказался в команде «Искра» (Одинцово), которую тренировал Юрий Чесноков. Отыграв за одинцовскую команду в Кубке СССР, из-за семейных и бытовых обстоятельств был вынужден уйти в клуб первой лиги СССР — ростовский СКА, в котором также долго не задержался из-за возникших у клуба проблем с финансированием. В результате вслед за главным тренером ростовских армейцев Валерием Кравченко отправился в черкасский «Азот», с составе которого отыграл девять сезонов и стал в 1992 году бронзовым призёром первого чемпионата независимой Украины. В этом же году успел попробовать себя в качестве играющего главного тренера черкасской команды, после чего по приглашению Валерия Кравченко отправился в Польшу, где два года отыграл за местный «Хожув», в составе которого в 1993 году стал бронзовым призёром.
Вынужденно завершил игровую карьеру в 1994 году из-за травмы ахилла, а тренерскую карьеру начал в 1996 году, возглавив черкасский «Химволокно-Спорттех», хотя, по признанию самого Голотова, женский волейбол до этого он категорически не признавал. Дебют Голотова на посту главного тренера черкасской команды состоялся в 12-13 октября 1996 года в Черкассах, где в рамках съездного тура его подопечные уверенно обыграли киевский «УФК Вермикулит» и одесскую «Динамо-Дженестру». А сам сезон черкасщанки завершили на втором месте, уступив только луганской «Искре». Первый чемпионский титул команда Голотова завоевала год спустя, а в 2008-м повторила достижение «Искры» и «Динамо-Дженестры», выиграв чемпионат страны четыре раза подряд. Всего под руководством Сергея Голотова клуб ''Круг" из Черкасс шесть раз становился чемпионом Украины, является по этому показателю соавтором национального рекорда вместе с луганской «Искрой», а также 5-кратным серебряным, 3-кратным бронзовым призёром чемпионата и 8-кратным обладателем Кубка страны, что является абсолютно лучшим показателем в самостоятельной истории женского волейбола Украины.
7 мая 2012 года самый титулованный тренер в женском волейболе Украины возглавил южненский «Химик», в первом же сезоне привёл команду к третьему в её истории чемпионскому титулу, в Кубке вызова ЕКВ — впервые — вывел в 1/4 финала.
В сезоне-2013/14 также впервые привёл команду к победе в Кубке Украины, вывел команду в челлендж-раунд Кубка ЕКВ, обыграв в 1/4 финала польский «Алупроф» (Бельско-Бяла). На пути в полуфинал еврокубка южненский «Химик» остановил участник Лиги чемпионов немецкий «Дрезднер» благодаря победе в «золотом сете» 20:18.
По итогам 2014 года стал победителем конкурса «Люди дела», который с 1998 года ежегодно проводится газетой «Вечерняя Одесса» в память об основателе и первом редакторе газеты Борисе Деревянко. Этого приза удостаиваются люди, которые верно служат своей профессии, приумножают славу одесского края. Тренеру была вручена символичная статуэтка «Садовник» и диплом победителя.
В сезоне-2014/15 привёл южненский клуб к пятому подряд — рекордному в истории женского клубного волейбола Украины — титулу чемпиона страны, и впервые вывел в полуфинал Кубка вызова ЕКВ.
В сезоне-2015/16 установил практически неповторимый рекорд, в качестве тренера выиграв 11-й Кубок Украины (8 на посту главного тренера черкасского «Круга» и 3 на посту наставника южненского «Химика») и 10-й титул чемпиона страны (6 — «Круг», 4 — «Химик»).
В июле 2016 года возглавил красноярский «Енисей». Под его руководством команда впервые в своей истории вышла в «Финал четырех» Кубка России, однако в упорной борьбе осталась без медалей. Спустя полгода Голотов ушел из «Енисея», не найдя общий язык с руководством.
В ноябре 2017 года вернулся в команду, проработав в ней до конца сезона.
В октябре 2020 года вновь возглавил «Енисей».
В январе 2022 года покинул команду.
Скончался 31 марта 2025 года.

## Достижения

### Игрок
- Бронзовый призёр чемпионата Украины 1992
- Бронзовый призёр чемпионата Польши 1993

### Тренер
- Чемпион Украины — 10 раз (1998, 2000, 2004, 2005, 2006, 2007, 2008, 2013, 2014, 2015, 2014, 2016)
- Обладатель Кубка Украины — 11 раз (1997, 1998, 1999, 2000, 2004, 2005, 2006, 2007, 2008, 2014, 2015, 2016)
- Серебряный призёр чемпионата Украины — 5 раз (1997, 1999, 2001, 2002, 2009)
- Бронзовый призёр чемпионата Украины — 3 раза (2003, 2004, 2010)
- Четвертьфинал Кубка ЕКВ — 1 раз (2015).
- Челлендж-раунд Кубка ЕКВ — 1 раз (2014).
- Четвертьфинал Кубка топ-команд Европы — 1 раз (2007)
- Полуфинал Кубка вызова ЕКВ — 1 раз (2015)
- Чемпионат Европы — 4-е место (2001) как помощник главного тренера